# كاناليجاس دي بينيافيل
كاناليجاس دي بينيافيل (بالإسبانية: Canalejas de Peñafiel)‏ هي بلدية تقع في مقاطعة بلد الوليد، قشتالة وليون، إسبانيا. وفقًا لتعداد عام 2004 (المعهد الوطني للإحصائيات)، يبلغ عدد سكان البلدية 294 نسمة.